# Brennereiweg 1 (Northen)

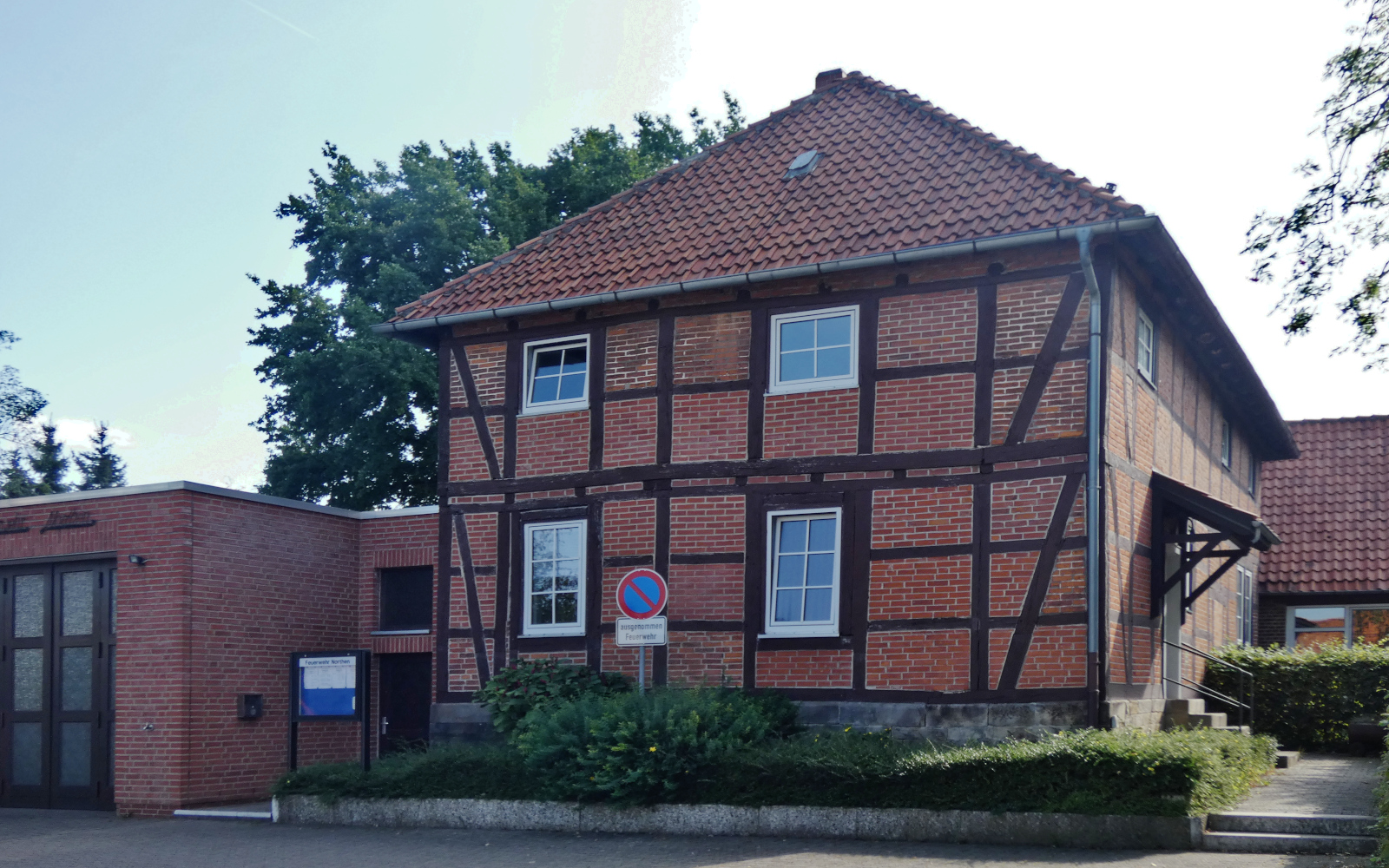
Das Gebäude Brennereiweg 1

Das Gebäude Brennereiweg 1 in Northen, einem Stadtteil von Gehrden in der Region Hannover in Niedersachsen ist denkmalgeschützt.

## Geschichte
In der Gründerzeit in den Jahren nach dem Deutsch-Französischen Krieg  wurde auf einer Hofstelle in der Dorfmitte von Northen die Branntwein-Brennerei Garben gegründet. Im Nachbarort Ditterke gab es bereits seit dem Jahr 1766 eine Brennerei auf dem dortigen Garben-Hof.
Die Brennerei in Northen wurde in den 1910er Jahren stillgelegt. Der Abbruch des markanten Brennereischornsteins erfolgte in den 1930er Jahren. Gegen Ende des Zweiten Weltkrieges kam es am 10. April 1945 beim Vormarsch der US-Truppen zu heftigen Kämpfen samt Artillerieeinsatz um das befohlene „Widerstandsnest Northen“. Die Brennereischeune brannte dabei völlig nieder.
Die Gemeinde Northen kaufte 1950/51 das Anwesen. Bis auf das Wohnhaus wurden alle noch vorhandenen Bauten abgerissen.
Auf dem ehemaligen Brennereigrundstück entstanden ein Lehrerwohnhaus und 1954 die neue Schule des Ortes an der Brunnenstraße. Nach Schließung der Schule diente das Schulgebäude seit 1974 als Kindergarten und inzwischen als Kindertagesstätte samt Kinderspielplatz.
Ende der 1970er Jahre wurde das erhaltene alte Gebäude am Brennereiweg zu einem Feuerwehrhaus umgebaut.

## Beschreibung

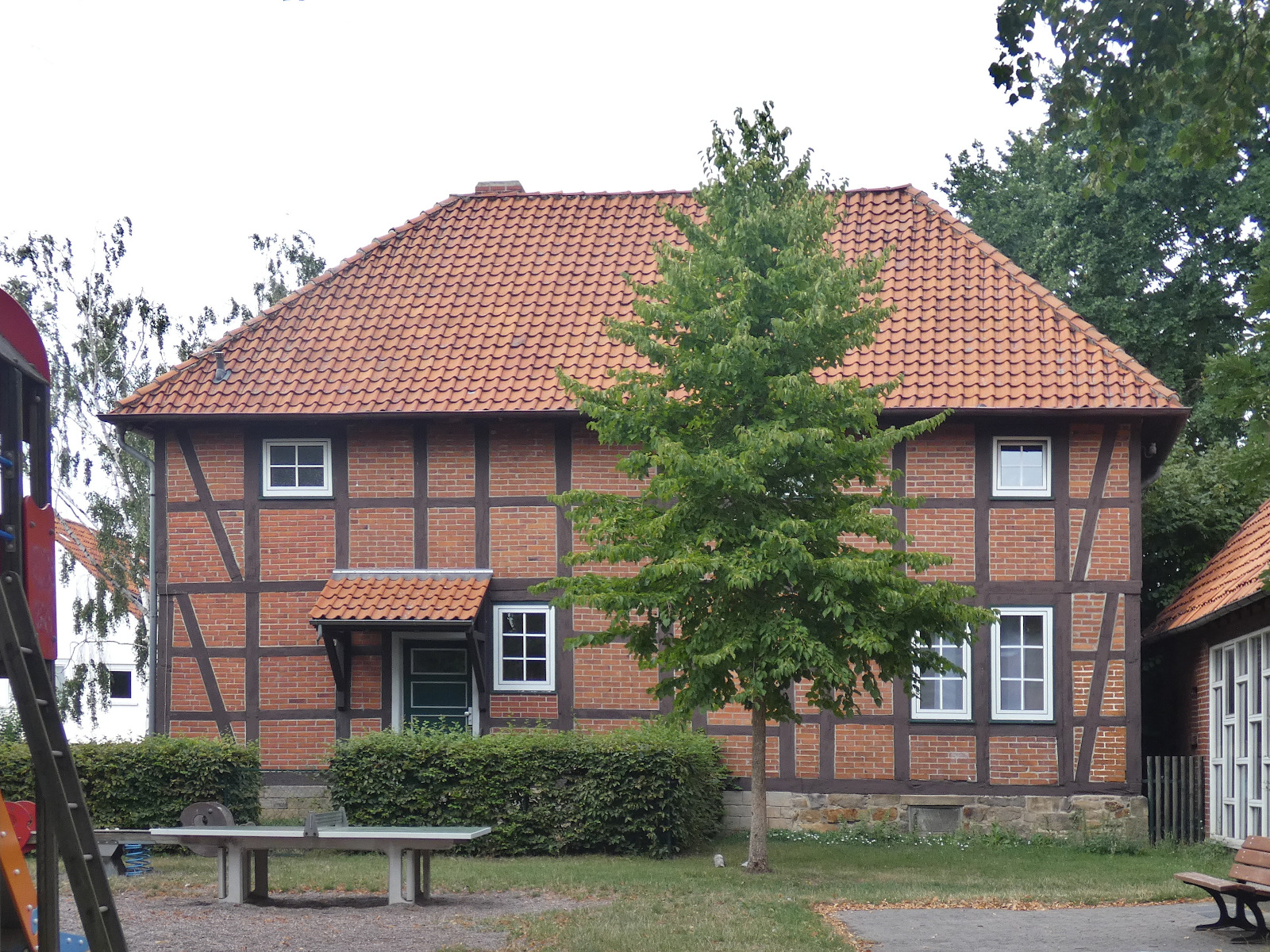
Blick über den Spielplatz zum Feuerwehrhaus

Das Gebäude wurde in der zweiten Hälfte des 19. Jahrhunderts als Wohnhaus errichtet. Es ist ein mit roten Ziegeln ausgefachtes zweistöckig abgezimmertes Fachwerkgebäude auf fast quadratischem Grundriss mit niedrigem Oberstock unter einem Walmdach.
Das Erdgeschoss dieses sogenannten Gemeindehauses wurde Mitte des Jahres 1979 durch den Anbau einer Fahrzeughalle und der Einrichtung eines Schulungsraums zum neuen Feuerwehrhaus der Freiwilligen Feuerwehr Northen umgebaut.
Die Räume der zunächst weiter an sozial schwache Familien vermieteten Wohnung im Obergeschoss wurden im Jahr 2009 zur Dorfstube Northen umgebaut. Der etwa 30 m² große Raum sollte Platz für das Dorfarchiv, Versammlungen und kleinere Veranstaltungen bieten.
Mit der Dorfstube gibt es in Northen eines der beiden Trauzimmer in der Stadt Gehrden, das andere ist im Rathaus.
Die Stadt Gehrden als Gebäudeeigentümer ließ 2009 die Fassade sanieren und in Außengelände einen neuen Zugang zum Gebäude anlegen.